# SN 2001bj
SN 2001bj – supernowa odkryta 24 marca 2001 roku w galaktyce A103625-0058. W momencie odkrycia miała maksymalną jasność 20,20m.